# Résolution 348 du Conseil de sécurité des Nations unies
Membres permanents
- Chine
- États-Unis
- France
- Royaume-Uni
- URSS

Membres non permanents
- Australie
- Autriche
- RSS de Biélorussie
- Cameroun
- Costa Rica
- Indonésie
- Iraq
- Kenya
- Mauritanie
- Pérou

Résolution no 347 Résolution no 349
La résolution 348 du Conseil de sécurité des Nations unies est adoptée à 14 voix contre zéro lors de la 1 770e séance du Conseil de sécurité des Nations unies le 28 mai 1974, après un rapport du secrétaire général, le Conseil a salué la détermination de l'Iran et de l'Irak à désamorcer la situation et à améliorer les relations (les relations diplomatiques ont été rompues par l'Irak en 1971 à propos des îles contestées du golfe Persique). La résolution indique ensuite que les deux parties sont convenues de respecter strictement l'accord de cessez-le-feu du 7 mars, de retirer les concentrations de forces armées le long de toute la frontière, de créer une atmosphère favorable et de reprendre rapidement les conversations pour régler toutes les questions bilatérales.
La résolution 348 a été adoptée par 14 voix contre zéro ; la république populaire de Chine n'a pas participé au vote.

### Sources
- (en) Cet article est partiellement ou en totalité issu de l’article de Wikipédia en anglais intitulé « United Nations Security Council Resolution 348 » (voir la liste des auteurs).

### Texte
- Résolution 348 sur fr.wikisource.org
- Résolution 348 sur en.wikisource.org